# فانيسا بيدن
فانيسا بيدن (بالإنجليزية: Vanessa Baden)‏ هي ممثلة أمريكية، ولدت في 8 سبتمبر 1985 في مانهاتان بيتش في الولايات المتحدة.

## وصلات خارجية
- فانيسا بيدن على موقع IMDb (الإنجليزية)
- فانيسا بيدن على موقع ميتاكريتيك (الإنجليزية)
- فانيسا بيدن على موقع روتن توميتوز (الإنجليزية)
- فانيسا بيدن على موقع ألو سيني (الفرنسية)
- فانيسا بيدن على موقع تيرنر كلاسيك موفيز (الإنجليزية)
- فانيسا بيدن على موقع أول موفي (الإنجليزية)
- فانيسا بيدن على موقع قاعدة بيانات الفيلم (الإنجليزية)
- فانيسا بيدن على موقع كينوبويسك (الروسية)